# راي هيل (عسكري)
راي هيل (بالإنجليزية: Ray Hill)‏ هو عسكري بريطاني، ولد في 1939 في Mossley ‏ في المملكة المتحدة.